# Unonopsis perrottetii
Unonopsis perrottetii là loài thực vật có hoa thuộc họ Na. Loài này được (A. DC.) R.E. Fr. miêu tả khoa học đầu tiên năm 1900.